# Neodymový magnet

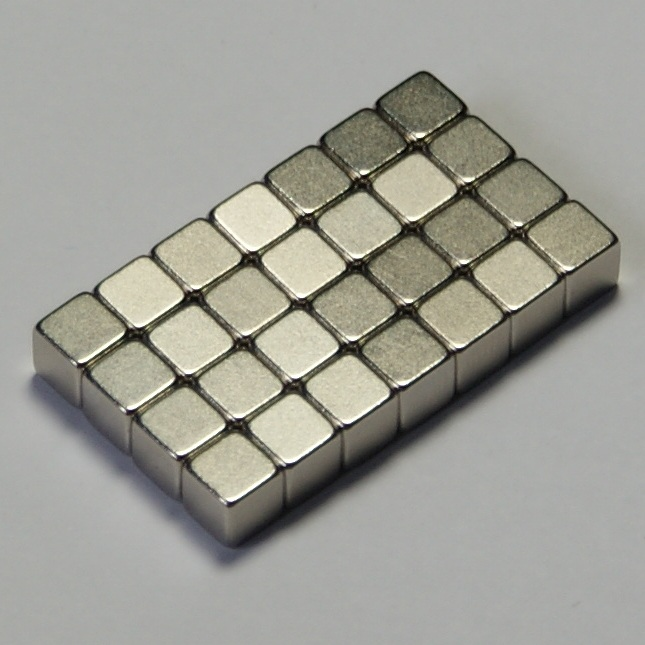
Poniklované kostky neodymových magnetů

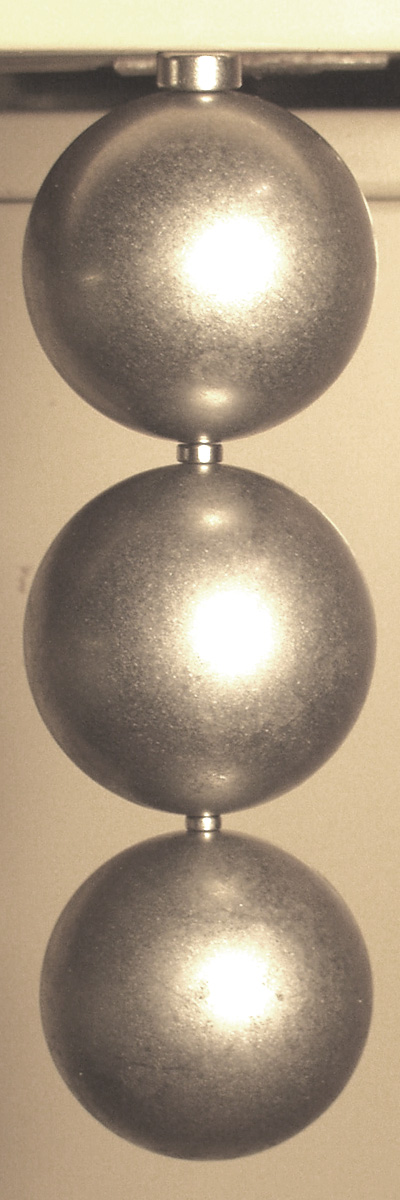
Neodymový magnet unese 1300násobek své hmotnosti

Neodymové magnety, přesněji NdFeB, jsou směsí neodymu, železa a boru. Tyto magnety nabízejí nejlepší poměr ve srovnání užitných vlastností a ceny. Ještě do nedávné doby byly nejsilnějšími známými permanentními magnety materiály na bázi samaria a kobaltu. V roce 1982 však byly překonány materiálem, jehož chemické složení je Nd2Fe14B. Tento materiál je v současnosti nejnovějším a nejsilnějším typem magnetu s vynikajícími magnetickými vlastnostmi a vůbec nejvyšší vnitřní energií, jako je remanence a energetická hustota. Magnety uvedeného typu jsou schopny unést více než tisícinásobek vlastní hmotnosti a magnet o velikosti malé mince tak může udržet železný předmět o hmotnosti kolem 10 kg. Zajímavé je, že i výrobní cena těchto magnetů je nižší než u samarium-kobaltových magnetů. Vzhledem ke své síle jsou poměrně levné a malé. Velice snadno korodují, proto je potřeba u nich provést povrchovou úpravu nejčastěji niklováním, zinkováním nebo pryskyřicí. Jejich další nevýhodou je malá tepelná odolnost oproti magnetům samarium-kobaltovým a jsou křehké. Naopak magnety NdFeB mají dobrou odolnost proti působení vnějšího demagnetizačního pole kvůli jejich vysoké koercitivitě (odolnosti vůči demagnetizaci). Proto jsou tyto magnety obzvláště vhodné pro elektromechanické aplikace. V současné době jsou tyto magnety prakticky používány v počítačové technice pro pohyb záznamových hlav harddisků nebo při výrobě malých mikrofonů a reproduktorů ve sluchátkách a obdobných elektrotechnických aplikacích.

## Výrobní proces
Bloky neodymových magnetů jsou obvykle vyráběny procesem práškové metalurgie. Neodymový prach o velikosti několika mikronů je produkován v atmosféře inertního plynu a pak následně stlačen v tuhé ocelové nebo gumové formě. Kaučuková forma je zpevněná na všech stranách kapalinou a ta předává tlak pro isostatické slisování. V ocelových formách jsou produkovány magnety finálních tvarů, zatímco v gumových formách jsou produkovány velké bloky (tzv. bochníky), které jsou pak následně děleny na konečné tvary. Magnetický výkon slitiny je optimalizován tím, že je používáno silného magnetického pole před a během lisovacího procesu. Toto pole určí směr magnetizace tzv. orientaci Weissových domén. Srovnání částeček vyplývá z anizotropní povahy slitiny a velice zlepšuje remanentní magnetickou indukci Br a ostatní magnetické charakteristiky permanentního magnetu. Po vylisování a spečení až dosáhnou plně tuhé konzistence, se chovají jako permanentní magnety. Vylisované magnety takto dosáhnou finálních rozměrů, ale magnety lisované v gumových formách do tzv. „bochníků“ se obvykle srovnají na velkých mlýncích a pak následně „nakrájejí“ na finální tvary.

## Chemická odolnost

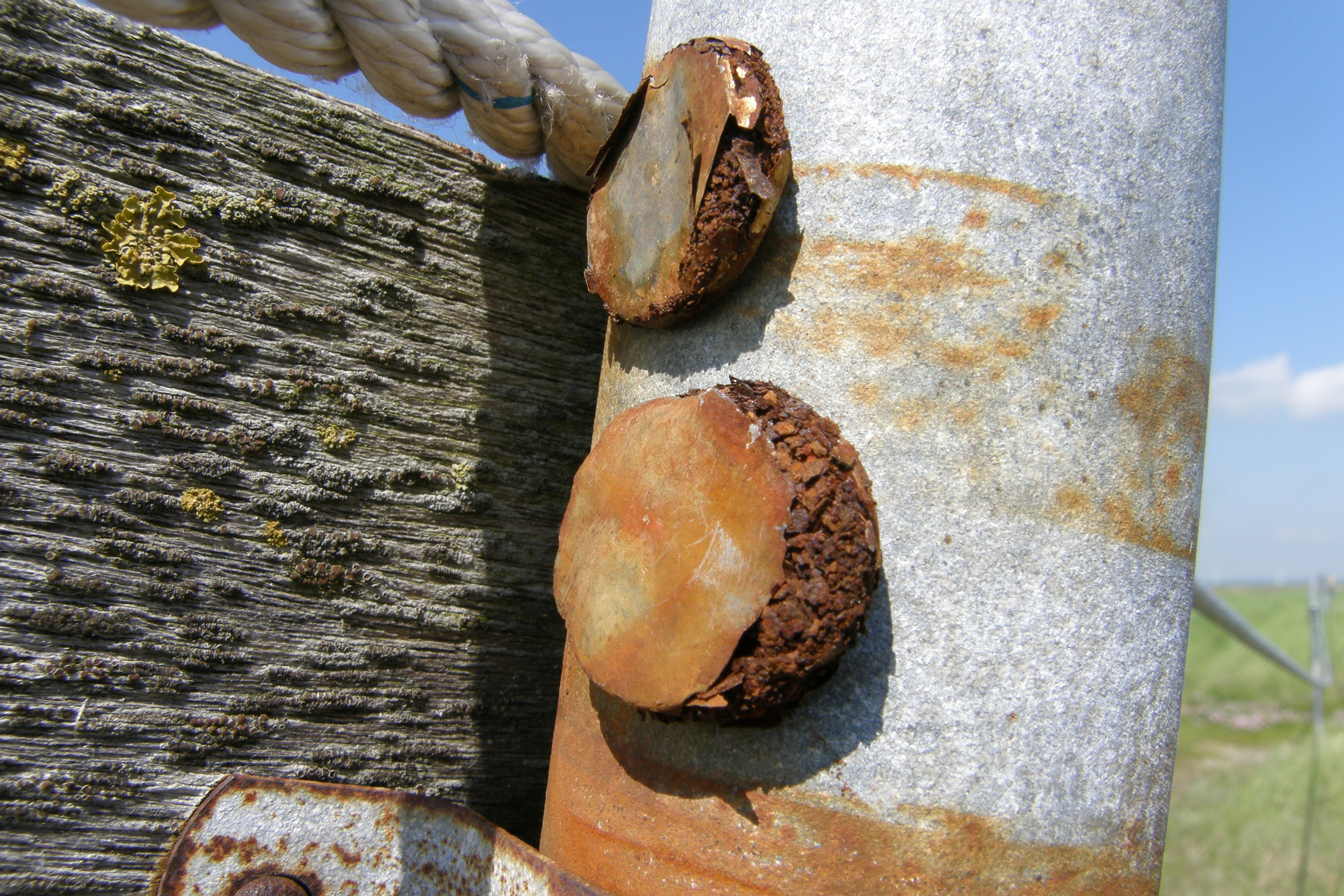
Neodymové magnety po 5 měsících vystavení vlivu počasí

Vedle intermetalických fázových částic obsahuje strukturální stavba těchto trvalých magnetů volný neodym. Tomu nelze z výrobně-technických důvodů úplně zamezit. Jako téměř všechny kovy ze skupiny vzácných zemin je i tento ve své volné formě extrémně náchylný ke korozi a ke spontánní přeměně na práškový oxid nebo hydroxid neodymu doprovázené výrazným vzrůstem objemu. Permanentní magnety NdFeB jsou již napadány působením vzdušné vlhkosti. Materiál je však vůči většině rozpouštědel relativně stabilní, na soli a kyseliny reaguje ovšem extrémně silnou korozí. Působením vodíku materiál křehne. Reakce probíhá spontánně za vzniku tepla a silného vzrůstu objemu. Magnetické vlastnosti se ztrácejí.

## Povrchová úprava
NdFeB magnety podléhají velice rychle korozi. Lakování a pokovení jsou jedny z možností jak chránit magnet před okolním prostředím. Velice rychlá oxidace vyžaduje pečlivou přípravu povrchu magnetu před nanesením laku nebo pokovením. Většina prostředků pro povrchovou úpravu není schopna tuto slitinu magnetu povrchově upravit. Slitina NdFeB nepřijme pokovení tak jako ostatní slitiny kovů a to má za následek, že začne korodovat zevnitř směrem na povrch magnetu. Způsob povrchové úpravy tohoto typu magnetu je: zinkem, niklem, pasivací, epoxidovou pryskyřicí, stříbrem, zlatem.

### Kovové povlakování
Vrstva korozivzdorného kovu se nanáší nejčastěji galvanicky. Tato ochrana povrchu je vhodná pro permanentní magnety SmCo a NdFeB. Ochranná vrstva zvětšuje zpravidla „vzduchovou“ mezeru a vrstva niklu vytváří ještě navíc „magnetický zkrat“. Takto je způsobeno snížení magnetické indukce až do 5%.

### Povlakování plastem
Převážně používané povrstvení parylenem (příp. epoxidovou pryskyřicí) je vhodné pro veškeré feromagnetické materiály a vytváří těsný a uzavřený povlak. Povrstvení skýtá účinnou ochranu vůči korozi a vlhkosti, neboť váže volné částice na povrchové ploše. Zůstane stabilní při trvalé teplotě ve vzduchu do 110 °C , nebo při absenci kyslíku do 220 °C. Povlakování se provádí při pokojové teplotě, tím jsou vyloučena termická poškození permanentních magnetů. Ani během úpravy ani po úpravě nevznikají odpadní plyny nebo odpadní vody, zatěžující životní prostředí.

## Plastem pojené permanentní magnety NdFeB
Obsahují feromagnetický materiál NdFeB a epoxidovou pryskyřici nebo polyamid. Volný neodym, který se vyskytuje v sintrovaných materiálech, se zde nachází jen v nepatrném podílu. Tyto permanentní magnety jsou proto značně odolnější, nežli srovnatelný sintrovaný materiál. Vysokým podílem plastového pojiva (až do 20 % objemu), který feromagnetický materiál obklopuje, jsou ještě více chráněny citlivé částice. Povrchová koroze, která se eventuálně vyskytuje, vniká pouze velmi pomalu dále do tělesa permanentního magnetu. Proto jsou permanentní magnety tohoto druhu použitelné pro většinu aplikací. V kritických aplikacích se provádí ochrana povrchu doplňkovým plastovým povrstvením. Zhoršování funkce v důsledku odlupování materiálu se zabrání a dále se zvýší odolnost permanentních magnetů vůči chemickým vlivům.

## Nevýhody a rizika
Neodymové magnety ztrácejí magnetické vlastnosti již při teplotě nad 80 °C, zatímco běžné feritové magnety jsou použitelné i při teplotách kolem 300 °C.
Jejich vysoká magnetická síla může způsobit vymazání dat na magnetických záznamových mediích (disketa, pevný disk, VHS), ale i na bankovních kartách, znemožnit funkci některých zařízení jako elektroměrů, vodoměrů, nebo poškození obrazovek počítačových monitorů typu CRT.
Zejména u malých dětí hrozí spolknutí, například když se dostanou ke hračkám obsahujícím volné malé magnety. Pokud se dva magnety nebo magnet a jiný magnetický předmět dostanou do různých částí střeva a pak se k sobě přitáhnou, stlačí mezi sebou střevní stěny. To často vede až k odumření stlačené tkáně a proděravění střeva, což je život ohrožující stav.